# Javi Leta
Javier Letamendia "Leta" 7 de marzo de 1973 es un músico de origen español, batería de El inquilino comunista, y We Are Standard. Ha creado además un proyecto en solitario que lleva por nombre Planetaleta.

## Biografía
Javier Letamendia nació en Bilbao, Vizcaya, España el 7 de marzo de 1973.
En 1985, "Leta" comienza a tocar la batería de forma autodidacta. A finales de los 80 se convierte en el batería de El inquilino comunista.
Actualmente forma parte de We Are Standard y de su proyecto en solitario Planetaleta

### El inquilino comunista
A finales de los 80, "Leta" comienza junto a Álvaro Real, Juan Losada, Ricardo Andrade, Ricardo Zamanillo y Santi Real el proyecto musical de El inquilino comunista, grupo formado en Guecho (Vizcaya) y precursores de la escena Indie española.
Alcanzará un gran éxito a pesar de mantenerse ajenos a la industria musical llegando a rechazar la oferta de una multinacional.
El inquilino acabó por disolverse aunque volvieron a los escenarios en 2006 en un concierto doble en Madrid y Barcelona junto a Devendra Banhart y más tarde para participar en la primera edición del Bilbao Live Festival.

### We Are Standard
Tras su paso por El inquilino comunista, "Leta" participó en 2002 en un nuevo proyecto musical "We Are Standard" como batería y encargado de efectos electrónicos. Junto a Deu Txakartegi, Jon Aguirrezabalaga, D.W. Farringdon y Juan Escribano se proclamaron en 2005 vencedores del concurso Proyecto Demo que organiza anualmente el Festival de Benicàssim (FIB).
Tras la salida a la luz de su primer álbum, 3.000 V 40.000 W, comenzaron la puesta en marcha de su segundo álbum titulado con el nombre del grupo, "We Are Standard", ambos publicados por la discográfica Mushroom Pillow.

### Planetaleta
Actualmente, Javier Letamendia trabaja con un proyecto en solitario de música electrónica: "Planetaleta".